# Repusowanie

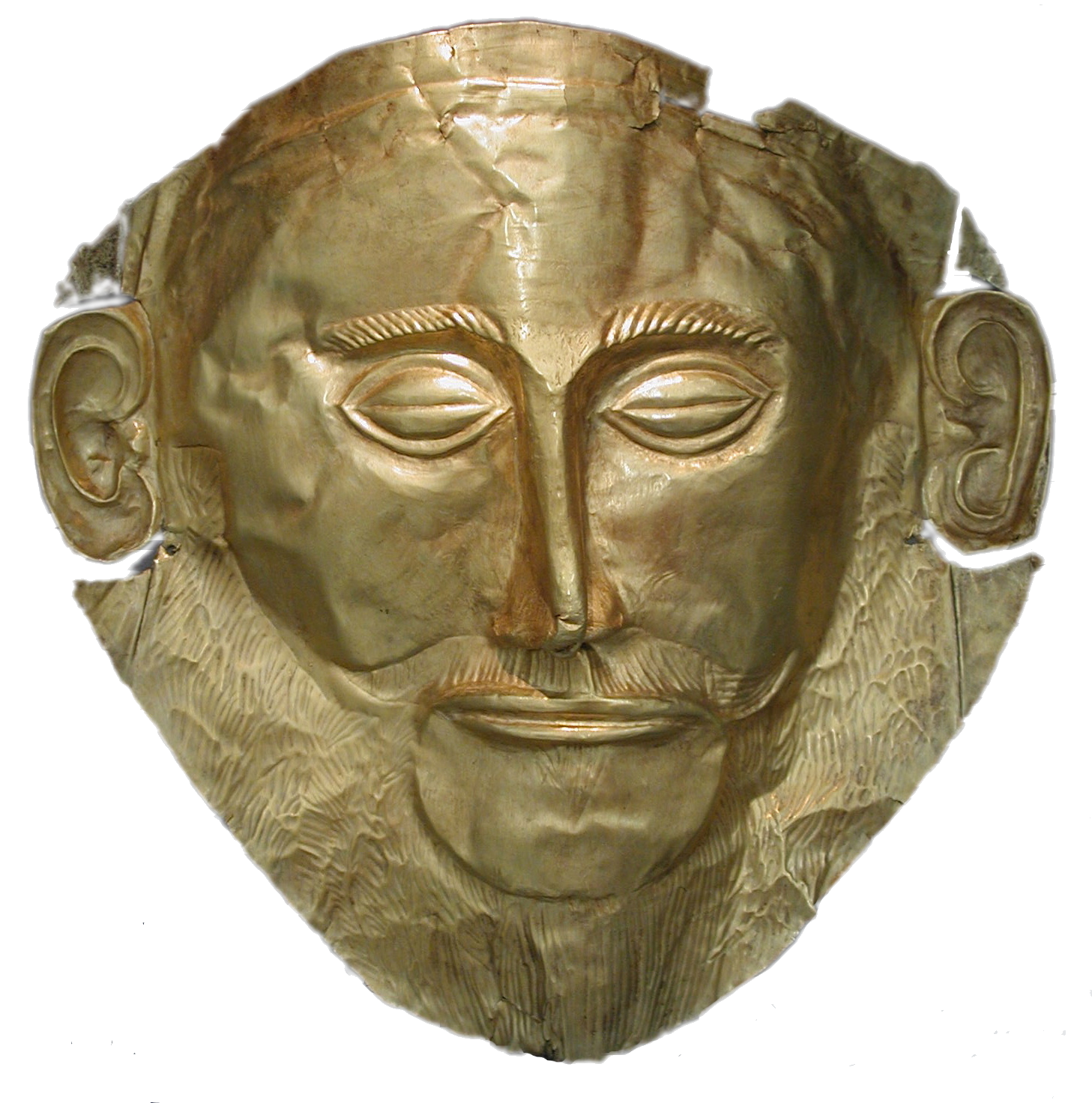
Przykład wyrobu wykonanego techniką trybowania - tzw. maska Agamemnona, wykonana ze złota (Mykeny, XVI w. p.n.e., Narodowe Muzeum Archeologiczne w Atenach)

Repusowanie (trybowanie) – zdobienie wyrobów z blachy  poprzez wybijanie na zimno wgłębień, dających po drugiej stronie wypukły wzór.
Techniką repusowania zdobić można metale ciągliwe i kowalne - głównie złoto, srebro, miedź, mosiądz, żelazo. Używane są młotki - twarde, miękkie i cyzelerskie, punce oraz kowadła miękkie. Kowadło takie musi być wykonane z materiału, który ustępuje pod naciskiem (np. smoły, miękkiego drewna, ołowiu). 
Na blasze, czasem pokrytej podkładem, rysowany jest wzór. Następnie jest ona umieszczana na kowadle, licem do dołu i wykuwana. W efekcie powstaje wklęsły relief, który jest wykańczany także od drugiej, wypukłej strony.
Technika ta wymaga dużych umiejętności i dobrego surowca. Nadmierne wyciągnięcie blachy może bowiem doprowadzić do jej pęknięcia.
Repusowanie było znane już w starożytności, wyparte zostało w dużej mierze w XIX wieku przez  wytłaczanie (sztancowanie) metalu w gotowych formach.
Największym dziełem wykonanym tą techniką jest Statua Wolności.